# Communauté de communes Entre Dore et Allier
La communauté de communes Entre Dore et Allier est une communauté de communes française, située dans le département du Puy-de-Dôme en région Auvergne-Rhône-Alpes.

## Historique
La communauté de communes Entre Dore et Allier a été créée le 18 décembre 1998 avec prise d'effet le jour même. Elle comprenait neuf communes : Bulhon, Crevant-Laveine, Culhat, Lempty, Lezoux, Orléat, Peschadoires, Saint-Jean-d'Heurs et Seychalles. Elle s'étend en 2001 aux communes de Bort-l'Étang, Moissat et Ravel puis en 2003 à la commune de Vinzelles et enfin en 2013 avec l'adhésion de Joze.
Le projet de schéma départemental de coopération intercommunale (SDCI) du Puy-de-Dôme, proposait le maintien de la communauté de communes en l'état, le seuil requis de population de 15 000 habitants fixé par la loi no 2015-991 du 7 août 2015 portant nouvelle organisation territoriale de la République étant largement atteint (17 928 habitants en 2012).
Aucun changement n'est apporté à la suite de l'adoption du SDCI en mars 2016. C'est la seule structure intercommunale du département à ne changer ni de périmètre ni de forme juridique.

## Territoire communautaire

### Géographie
La communauté de communes est située à mi-chemin entre Clermont-Ferrand et Thiers. Son appellation est liée à sa situation géographique constituée par un triangle entre la Dore à l'est et l'Allier à l'ouest. En ce qui concerne le relief, elle est située entre la plaine de la Limagne à l'ouest et les contreforts des monts du Forez à l'est.
Elle jouxte les communautés de communes Limagne Bords d'Allier au nord, Entre Allier et Bois Noirs au nord-est, de Thiers à l'est, du Pays de Courpière au sud-est, Billom-Saint-Dier - Vallée du Jauron au sud et Limagne d'Ennezat à l'ouest.
Elle est desservie par l'échangeur autoroutier de l'A89 reliant Bordeaux et Clermont-Ferrand à Lyon (no 28) ainsi que la route départementale 2089 (ancienne route nationale 89) reliant également Thiers à Clermont-Ferrand. Les autres voies secondaires sont :
- la RD 10, reliant Chignat (commune de Vertaizon) à Ravel par Moissat ;
- la RD 212, reliant l'est de l'agglomération clermontoise et Billom à Peschadoires en desservant Bort-l'Étang sur le territoire communautaire ;
- la RD 223, desservant Lezoux et continuant au nord vers Bulhon et Crevant-Laveine (et au-delà vers Maringues et Vichy) et au sud-est en direction de Courpière et d'Ambert ;
- la RD 224, reliant Riom, Maringues et Crevant-Laveine à Peschadoires ;
- la RD 229, reliant Lezoux à Billom.

### Composition
La communauté de communes est composée des 14 communes suivantes :

| Nom                | Code Insee | Gentilé      | Superficie (km2) | Population (dernière pop. légale) | Densité (hab./km2) |
| ------------------ | ---------- | ------------ | ---------------- | --------------------------------- | ------------------ |
| Lezoux (siège)     | 63195      | Lezouviens   | 34,69            | 6 468 (2022)                      | 186                |
| Bort-l'Étang       | 63045      |              | 15,4             | 724 (2022)                        | 47                 |
| Bulhon             | 63058      | Bulhonois    | 12,47            | 588 (2022)                        | 47                 |
| Crevant-Laveine    | 63128      | Crevantois   | 19,76            | 964 (2022)                        | 49                 |
| Culhat             | 63131      | Culhatois    | 18,74            | 1 149 (2022)                      | 61                 |
| Joze               | 63180      | Jozelaires   | 19,35            | 1 171 (2022)                      | 61                 |
| Lempty             | 63194      | Lemptynaires | 4,76             | 405 (2022)                        | 85                 |
| Moissat            | 63229      | Moissadaires | 13               | 1 256 (2022)                      | 97                 |
| Orléat             | 63265      | Orléatois    | 26,43            | 2 236 (2022)                      | 85                 |
| Peschadoires       | 63276      | Pescadoriens | 20,67            | 2 103 (2022)                      | 102                |
| Ravel              | 63296      | Ravellois    | 10,03            | 767 (2022)                        | 76                 |
| Saint-Jean-d'Heurs | 63364      |              | 11,13            | 698 (2022)                        | 63                 |
| Seychalles         | 63420      | Seychallois  | 9,21             | 787 (2022)                        | 85                 |
| Vinzelles          | 63461      | Vinzellois   | 13,46            | 371 (2022)                        | 28                 |

### Démographie

#### Évolution démographique
| 1968   | 1975   | 1982   | 1990   | 1999   | 2010   | 2015   | 2021   |
| ------ | ------ | ------ | ------ | ------ | ------ | ------ | ------ |
| 11 429 | 12 391 | 13 257 | 14 215 | 14 893 | 17 569 | 18 738 | 19 538 |

L'intercommunalité connaît une forte croissance démographique ; à ce point, elle est la troisième couronne périurbaine de Clermont-Ferrand.

#### Pyramide des âges
| Hommes | Classe d’âge | Femmes |
| ------ | ------------ | ------ |
| 0,9    | 90 ans ou +  | 2,9    |
| 6,6    | 75 à 89 ans  | 10,1   |
| 16,7   | 60 à 74 ans  | 16,7   |
| 21,6   | 45 à 59 ans  | 19,6   |
| 20,7   | 30 à 44 ans  | 19,3   |
| 14,1   | 15 à 29 ans  | 12,8   |
| 19,4   | 0 à 14 ans   | 18,6   |

| Hommes | Classe d’âge | Femmes |
| ------ | ------------ | ------ |
| 0,7    | 90 ans ou +  | 2,0    |
| 7,0    | 75 à 89 ans  | 10,2   |
| 17,6   | 60 à 74 ans  | 18,3   |
| 20,4   | 45 à 59 ans  | 19,5   |
| 18,5   | 30 à 44 ans  | 17,4   |
| 18,6   | 15 à 29 ans  | 17,2   |
| 17,2   | 0 à 14 ans   | 15,5   |

La population de la communauté de communes est moyennement âgée. En 2018, le taux de personnes d'un âge inférieur à 30 ans s'élève à 32,4 %, soit en dessous des moyennes nationale (35,5 %) ou départementale (34,2 %). En même temps, le taux de personnes d'un âge supérieur à 60 ans (27,1 %) est supérieur au taux national (25,9 %) et proche du taux départemental (27,9 %).

### Économie
Située sur un axe autoroutier d'intérêt européen (Clermont-Ferrand – Thiers – Lyon), la communauté de communes, et plus particulièrement la commune de Lezoux, possède un échangeur desservant le parc d'activités communautaires, à vocation artisanale, industrielle et tertiaire, et s'étendant sur 53 hectares.
L'intercommunalité possède trois zones d'activités d'intérêt communautaire (Les Hautes, à Lezoux ; Le Bournat, à Orléat ; Les Torrents, à Peschadoires) et deux zones d'activités à gestion communale (la ZA de Ravel-Salmerange).

## Administration

### Siège
La communauté de communes siège à Lezoux.

### Les élus
La communauté de communes est gérée par un conseil communautaire composé de 35 membres représentant chacune des communes membres et élus pour une durée de six ans.
Ils sont répartis comme le prévoit l'arrêté préfectoral no 19-01849 du 9 octobre 2019 :
| Nombre de délégués | Communes                                                                                    |
| ------------------ | ------------------------------------------------------------------------------------------- |
| 10                 | Lezoux                                                                                      |
| 3                  | Orléat, Peschadoires                                                                        |
| 2                  | Bort-l'Étang, Crevant-Laveine, Culhat, Joze, Moissat, Ravel, Saint-Jean-d'Heurs, Seychalles |
| 1 (+ 1 suppléant)  | Bulhon, Lempty, Vinzelles                                                                   |

### Présidence
| Période                                  | Période  | Identité                 | Étiquette | Qualité |
| ---------------------------------------- | -------- | ------------------------ | --------- | --- |
| Les données manquantes sont à compléter. |          |                          |           | |
|                                          |          | Marie-Gabrielle Gagnadre | UDF-UMP   | Conseillère générale du canton de Lezoux |
| 2014                                     | 2020     | Florent Moneyron         | PS        | Assistant de direction et de gestion de PME Maire de Peschadoires (2008 → ), Conseiller général (2011-2015) puis départemental (2015-) du canton de Lezoux |
| 2020                                     | En cours | Élisabeth Brussat        | LR        | Maire d'Orléat (2014 → ) |

### Compétences
L'intercommunalité exerce des compétences qui lui sont déléguées par les communes membres.
En 2015, la communauté de communes exerçait les deux compétences obligatoires suivantes :
- développement économique (« création, aménagement, entretien et gestion des zones d'activité industrielle, artisanale, reconnues d'intérêt communautaire » ; actions de développement économique : pôle commercial à Crevant-Laveine[Off 4]) ;
- aménagement de l'espace (« proposition d'un périmètre, élaboration, approbation, suivi, modification et révision » des schémas de cohérence territoriale et de secteur ; « mise en œuvre de la politique de Pays » ; création d'une zone d'aménagement concerté ; « élaboration et mise en œuvre d'une charte paysagère locale et architecturale »[Off 4]).

Elle a choisi cinq compétences optionnelles :
- politique du logement et du cadre de vie ;
- création, aménagement et entretien de la voirie d'intérêt communautaire ;
- environnement (assainissement individuel[Note 1] et collecte/traitement des déchets ménagers[Note 2]) ;
- culture et sport (dont création, aménagement, entretien et gestion d'équipements culturels et sportifs) ;
- action sociale.

Compétences facultatives :
- tourisme[Note 3] ;
- numérisation du cadastre et système d'information géographique ;
- prise en charge, gestion et entretien de l'aire d'accueil des gens du voyage à Lezoux.

### Régime fiscal et budget
Le régime fiscal de la communauté d'agglomération est la fiscalité professionnelle unique (FPU).